# Districte de La Trinité
El Districte de La Trinité és una divisió administrativa francesa, situada al departament i regió de Martinica.
El codi INSEE del districte és el 9722.

## Composició

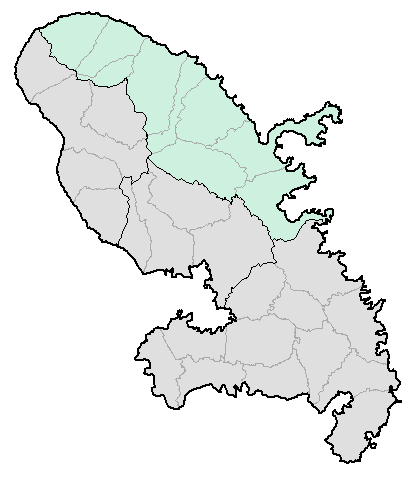
Districte de La Trinité

Llista de Cantons del districte de La Trinité :
- Cantó de l'Ajoupa-Bouillon - (commune) ;
- Cantó de Basse-Pointe - (commune) ;
- Cantó de Le Gros-Morne - (commune) ;
- Cantó de Le Lorrain - (commune) ;
- Cantó de Macouba - (plusieurs) ;
- Cantó de Le Marigot - (commune) ;
- Cantó de Le Robert-1-Sud - (fraction) ;
- Cantó de Le Robert-2-Nord - (fraction) ;
- Cantó de Sainte-Marie-1-Nord - (fraction) ;
- Cantó de Sainte-Marie-2-Sud - (fraction) ;
- Cantó de La Trinité - (commune)

Llegenda :
(fraction) : Fracció de comuna
(commune) : Comuna sencera

## Evolució demogràfica
| 72 464                                       | 76 653 | 77 161 | 73 488 | 78 922 | 85 006 |
| Chiffres INSEE Població sense dobles comptes |        |        |        |        |        |